# Copa Sergipe/Bahia
A Copa Sergipe/Bahia, ou simplesmente Copa SERBA, foi uma competição realizada pelas Federação Bahiana de Futebol e Federação Sergipana de Futebol. Teve apenas a edição de 2006, na qual foi campeão o Fluminense de Feira.
Reunia os quatro primeiros colocados dos campeonatos Baiano e Sergipano. Representaram a Bahia: Colo Colo, Bahia, Fluminense de Feira e Vitória; representaram Sergipe: Confiança, Guarany, Pirambu e Sergipe.
Findada a competição, a expectativa era a continuação e ampliação com mais estados em 2008, o que não se concretizou.

## Classificação
| Posição | Clube               |
| ------- | ------------------- |
| 1       | Fluminense de Feira |
| 2       | Sergipe             |
| 3       | Bahia               |
| 4       | Vitória             |
| 5       | Confiança           |
| 6       | Guarany             |
| 7       | Colo Colo           |
| 8       | Pirambu             |